# إرنست وايز كيزر
إرنست وايز كيزر (بالإنجليزية: Ernest Keyser) هو نحات أمريكي، ولد في 10 ديسمبر 1876 في بالتيمور في الولايات المتحدة، وتوفي في 25 سبتمبر 1959 في روما في إيطاليا.